# 레이튼 교수와 런던의 휴일
레이튼 교수와 런던의 휴일(일본어: レイトン教授とロンドンの休日 / 영어: Professor Layton and the Holiday in London)은 일본에서만 발매된 닌텐도 DS용 "레벨 5 프리미엄 실버/골드"에 추가된 사이드 스토리 게임이다. 레이튼 교수와 이상한 마을에서 나왔던 10개의 수수께끼와 다른 2개의 수수께끼로 총 12개가 등장한다.

## 스토리
레이튼 교수는 그의 스승인 앤드류 슈레이더에게 사무실을 물려받으며, 루크는 레이튼 교수의 그 사무실로 놀러간다는 이야기이다. 수수께끼를 풀때마다 '슈레이더의 쪽지'를 한 개씩 얻을 수 있는데, 레이튼 교수와 악마의 상자의 스토리와 관련있는 내용이다.